# NGC 1441
NGC 1441 este o galaxie spirală situată în constelația Eridanul. A fost descoperită în 30 septembrie 1786 de către William Herschel. Se află la o distanță de 48,08 de megaparseci de Pământ.